# Warriors Bologna 2011
I Warriors Bologna hanno disputato la Italian Football League 2011, classificandosi primi nel Girone Unico; nella semifinale dei play-off hanno battuto gli Hogs Reggio Emilia, e nella finale disputata a Parma – IV Italian Superbowl – sono stati sconfitti dai Panthers Parma per 76 – 62.
Il tecnico italo-americano Vincent Vinny Argondizzo, assistente nell'anno precedente, è stato promosso a capo-allenatore, mentre gli allenatori dell'attacco e della difesa sono stati il QB titolare Eric Marty e Giorgio Longhi. Il coaching staff è stato rafforzato dall'allenatore della linea offensiva Cory Brenton, reduce da un'esperienza con gli OL della Purdue University (Indiana) nella Prima Divisione NCAA FBS (I-A).
Sono stati ingaggiati tre nuovi giocatori statunitensi: Eric Marty (quarterback), Jordan Scott (runningback) e Walter Peoples (wide receiver, defensive back).

## Girone
I Guerrieri sono stati inseriti nel girone unico della Italian Football League.
| Girone Unico       |
| Dolphins Ancona    |
| Doves Bologna      |
| Elephants Catania  |
| Giants Bolzano     |
| Hogs Reggio Emilia |
| Marines Lazio      |
| Panthers Parma     |
| Rhinos Milano      |
| Seamen Milano      |
| Warriors Bologna   |

## Stagione regolare
I Guerrieri hanno disputato un girone all'italiana con sola andata, affrontando una volta tutte le altre squadre del girone, per un totale di 9 incontri (4 in casa e 5 in trasferta).
| Milano 26 marzo 2011, ore 18:00 2ª giornata | Seamen Milano | 6 – 40 | Warriors Bologna | Velodromo Maspes-Vigorelli |

| Bologna 2 aprile 2011, ore 21:00 3ª giornata | Warriors Bologna | 64 – 35 | Giants Bolzano | Alfheim Field – Centro sportivo "Giorgio Bernardi" |

| Scandiano 10 aprile 2011, ore 16:00 4ª giornata | Hogs Reggio Emilia | 12 – 49 | Warriors Bologna | Stadio Andrea Torelli |

| Milano 16 aprile 2011, ore 18:00 5ª giornata | Rhinos Milano | 28 – 42 | Warriors Bologna | Velodromo Maspes-Vigorelli |

| Bologna 30 aprile 2011, ore 21:00 6ª giornata | Warriors Bologna | 34 – 23 | Panthers Parma | Alfheim Field – Centro sportivo "Giorgio Bernardi" |

| Bologna 14 maggio 2011, ore 21:00 8ª giornata | Warriors Bologna | 55 – 0 | Doves Bologna | Alfheim Field – Centro sportivo "Giorgio Bernardi" |

| Bologna 21 maggio 2011, ore 21:00 9ª giornata | Warriors Bologna | 42 – 35 | Elephants Catania | Alfheim Field – Centro sportivo "Giorgio Bernardi" |

| Ancona 28 maggio 2011, ore 21:00 10ª giornata | Dolphins Ancona | 66 – 67 | Warriors Bologna | Stadio Dorico |

| Ostia Lido 4 giugno 2011, ore 20:00 11ª giornata | Marines Lazio | 53 – 56 | Warriors Bologna | Stadio P. Giannattasio |

## Classifica
I Guerrieri hanno chiuso la stagione regolare con un record perfetto di 9 partite vinte e 0 perse, il terzo attacco e la seconda difesa della divisione per punti fatti e subiti, piazzandosi al primo posto del girone unico e guadagnando così l'accesso ai play-off.
| Classifica Girone Unico |    |   |   |     |     |      |           |
| Team                    | PG | W | L | PF  | PS  | DP   | Millesimi |
| Warriors Bologna        | 9  | 9 | 0 | 449 | 258 | 191  | 1000      |
| Panthers Parma          | 9  | 7 | 2 | 396 | 247 | 149  | 778       |
| Elephants Catania       | 9  | 6 | 3 | 390 | 321 | 69   | 667       |
| Hogs Reggio Emilia      | 9  | 5 | 4 | 330 | 323 | 7    | 556       |
| Dolphins Ancona         | 9  | 5 | 4 | 490 | 419 | 71   | 556       |
| Rhinos Milano           | 9  | 5 | 4 | 456 | 309 | 147  | 556       |
| Seamen Milano           | 9  | 3 | 6 | 284 | 349 | -65  | 333       |
| Giants Bolzano          | 9  | 3 | 6 | 295 | 377 | -82  | 333       |
| Marines Lazio           | 9  | 2 | 7 | 324 | 377 | -53  | 222       |
| Doves Bologna           | 9  | 0 | 9 | 95  | 447 | -352 | 0         |

## Playoff
I Guerrieri hanno vinto per 46 – 26 la semifinale disputata il 25 giugno all'Alfheim Field, l'ennesimo derby emiliano-romagnolo contro gli Hogs Reggio Emilia.
| Bologna 25 giugno 2011, ore 15:00 UTC+1 Semifinale | Warriors Bologna | 47 – 26 | Hogs Reggio Emilia | Alfheim Field – Centro sportivo "Giorgio Bernardi" |

### Italian Superbowl IV
Il 9 luglio, allo Stadio Lanfranchi di Parma (fino al 2015 Stadio XXV Aprile), è stato disputato l'Italian Superbowl IV, il quarto organizzato dalla Italian Football League (IFL) ed il settimo partecipato dai Guerrieri (la nona finale, conteggiando i due Winter Bowl disputati negli anni novanta come Virtus AFT, di cui una vinta) e il quarto dalle Pantere campioni d'Italia in carica.
Al termine di un incontro spettacolare, nel quale gli attacchi hanno marcato il record assoluto di punti complessivi segnati nella finale del massimo campionato italiano, i Panthers si sono imposti per 76 – 62 davanti a 2500 spettatori (al tempo, era la capienza massima dello stadio, e parecchi appassionati sono rimasti fuori dalla struttura).
| Parma 9 luglio 2011, ore 20:30 UTC+1 Finale | Panthers Parma | 76 – 62 (14-13 21-17 13-3 28-29) | Warriors Bologna | Stadio XXV Aprile (2.500 spett.) |

## Statistiche

### Squadra
| Stagione | regular season | regular season | regular season | regular season | regular season | regular season | playoff | playoff | playoff | playoff | playoff | playoff   | playoff        |
|          | Vin            | Par            | Per            | Tot            | PF             | PS             | Vin     | Per     | Tot     | PF      | PS      | risultato | avversaria     |
| -------- | -------------- | -------------- | -------------- | -------------- | -------------- | -------------- | ------- | ------- | ------- | ------- | ------- | --------- | -------------- |
| 2011     | 9              | 0              | 0              | 9              | 798            | 258            | 1       | 1       | 2       | 108     | 103     | Superbowl | Panthers Parma |

I Guerrieri hanno chiuso la stagione senior 2011 con un record complessivo di 10 vittorie e 1 sconfitta.
Nella stagione regolare, hanno ottenuto un record perfetto di 9 partite vinte e 0 perse, il terzo attacco e la seconda difesa della divisione per punti fatti e subiti, rispettivamente 449 (49,9 la media) e 258 (28,7).

## Squadra

### Giocatori Usa
Sono stati ingaggiati tre nuovi giocatori statunitensi: Eric Marty (quarterback e coach dell'attacco), Jordan Scott (runningback) e Walter Peoples (wide receiver, defensive back).
Eric Marty ha frequentato la Chapman University ad Orange (California), laureandosi e giocando nella squadra di football americano che disputava la Terza Divisione NCAA ha conquistato diversi record, tra i quali la migliore percentuale di passaggi completati in una singola partita e nella stagione, il maggiore numero di partite con almeno 300 iarde passate in carriera, ed il passaggio più lungo per un touchdown.
Conclusa l'università nel 2008, l'anno successivo è stato ingaggiato dai Giants Bolzano della IFL che ha condotto al primo posto nella stagione regolare e alla conquista dell'Italian Superbowl II (il primo vinto dalla squadra altoatesina); nel 2010 ha giocato nei Danube Dragons della Austrian Football League, che ha condotto al primo posto nella stagione regolare e alla conquista del titolo (il primo per la squadra austriaca).
Successivamente all'esperienza con i Guerrieri, conclusa con il primo posto nella stagione regolare e l'Italian Superbowl IV perso contro i Panthers Parma, egli guiderà gli Elephants Catania ancora al primo posto e all'Italian Superbowl XXXII perso sempre contro i Panthers.
Conclusa la carriera professionistica in Europa come giocatore e allenatore, Marty inizierà la carriera da allenatore di college negli Stati Uniti d'America.
Jordan Scott è nato a Washington nel 1987, ha studiato alla Colgate University di Hamilton (New York) e giocato nei Raiders, la squadra di football americano della Division I-AA NCAA (il secondo livello universitario agonistico nella gerarchia statunitense, dopo la Division I-A) dal 2005 al 2008, diventando leader della squadra e della conference Patriot League e stabilendo diversi record: nelle quattro stagioni disputate, ha corso 5.621 iarde su 1240 tentativi, per una media di 4,5 iarde guadagnate per tentativo, e segnato 57 touchdown. Al giugno del 2018, oltre al primato nella università, è ancora primo nella Storia della division e della conference per numero di portate di palla, e secondo nella conference sia per iarde conquistate che per numero di touchdown segnati.
Assieme al compagno di squadra e connazionale Walter Peoples rimarrà a Bologna per tre anni, fino al 2013, risultando tra i migliori runningback del massimo campionato e raggiungendo una volta la finale, e due volte le semifinali. Si ambientò così bene nel capoluogo emiliano-romagnolo, che disse: «Ogni volta che torno a Bologna mi sento sempre più a casa mia [ ... ] e se non fosse per la mia famiglia negli Stati Uniti, un pensierino per restare qui lo farei anche».
Durante una vacanza in Tailandia, nel giugno del 2018, un incidente terminerà la vita del giovane a 31 anni di età. I Guerrieri gli dedicheranno la partita dei quarti di finale contro i Vipers Modena disputata sabato 16 giugno 2018, prima della quale sarà osservato il minuto di silenzio. Così la cronaca: «C'era un motivo in più per vincere. Onorare la memoria di Jordan Scott. Osservato un minuto di silenzio, appesa a mo' di bandiera la sua maglia – la numero 32 – che nei prossimi giorni Stefano Chiappini porterà alla mamma, a Washington.»
Walter Peoples è nato a Glendale (Arizona) nel 1988, ha studiato alla Southeast Missouri State University di Cape Girardeau (Missouri) e giocato nei Redhawks, la squadra di football americano della Division I-AA NCAA, dal 2006 al 2009. Il suo anno migliore è stato il 2008, con 65 ricezioni per 903 iarde (con una media di 13,9 yd per ricezione, e 75,3 yd a partita), e 6 touchdown segnati; occasionalmente è stato utilizzato come runningback, soprattutto nel 2009.
Nei tre campionati disputati con la maglia #21 dei Guerrieri, ha giocato nel doppio ruolo di wide receiver in attacco e defensive back in difesa.
Nel settembre del 2011, è stato co-protagonista della puntata-pilota della serie “We play for pizza” (titolo ispirato al romanzo di John Grisham “Il professionista”, nell'edizione originale in lingua inglese “Playing for pizza”) realizzata da Alessandro Tanassi. Peoples recita sé stesso ma nella parte dell'americano appena arrivato in città (assieme al quarterback Todd Smargiasso), quando nella realtà aveva già giocato la Italian Football League 2011 con i Guerrieri. La serie di video è dedicata al massimo campionato italiano di football americano, ed è centrata sui giocatori statunitensi in Italia.

### Roster
Fonte: sito ufficiale dei Warriors Bologna – Serie A – 2011